# Anna Brodskaja-Bomke
Anna Brodskaja-Bomke (* 1. Januar 1962 in Tscheljabinsk in der Sowjetunion) ist eine deutsche Schauspielerin und Fernsehreporterin.
Sie spricht Russisch als Muttersprachlerin, daneben auch Deutsch und Englisch. Brodskaja-Bomke ist mit dem Regisseur Edwin Bomke verheiratet und wohnt in Köln.

## Karriere
Zwischen 1983 und 1994 war Brodskaja-Bomke beim staatlichen Rundfunk als Moderatorin, Regie-Assistenz sowie Regisseurin tätig. Von 1986 bis 1987 besuchte sie die Hochschule für Theater, Musik und Kino in Russland. Sie studierte von 1990 bis 1995 Schauspiel an der staatlichen Kunsthochschule für Theater in Russland. Von 2000 bis 2004 studierte sie Theater-, Film- und Fernsehwissenschaften an der Universität zu Köln. 2004 besuchte sie die Internationale Filmschule Köln.
Neben diversen Kurzfilmen, Fernsehproduktionen sowie Kinofilmen war sie bei einigen Theaterproduktionen zu sehen.
Die kulturellen TV-Reportagen Mit offenem Herzen durch Europa, die Brodskaja-Bomke zusammen mit DIWO-Productions produzierte, wurden im russischen Fernsehen ausgestrahlt.

## Filmografie (Auswahl)
- 2003: Das Jugendgericht
- 2004: Yugotrip
- 2004: Unsere Polizei (Folge: Hühnerstreife)
- 2004: Unsere Polizei (Folge: Fahr doch mal zurück!)
- 2004: Unsere Polizei (Folge: Willkommen im Klub)
- 2005: Tote haben keine Lobby
- 2005: Tatort – Ein Glücksgefühl
- 2006: Flucht und Vertreibung
- 2007: Der Staatsanwalt (Folge: Freier Fall)
- 2008: Kommissar Süden und das Geheimnis der Königin
- 2008: Wilsberg: (Folge: Filmriss)
- 2010: Tatort (Folge: Der Fluch der Mumie)
- 2014: Der letzte Mentsch
- 2015: Revolution (Kurzfilm)
- 2017: Luft
- 2017: Der Alte (Folge: Schöner Schein)
- 2019: Die Füchsin – Schön und tot
- 2020: SOKO Leipzig (Folge: Tiefer Fall)